# دنیاگیری کووید-۱۹ در تاجیکستان
بیماری کروناویروس ۲۰۱۹ در تاجیکستان بر اساس گزارش وزارت تندرستی تاجیکستان از تاریخ ۳۰ آوریل تاکنون ۷٬۱۹۲ مورد ابتلا و ۵۹ مورد مرگ را در مناطق مختلف کشور داشته‌است. پیش از این بخاطر عدم وجود موارد تأیید شده مجلهٔ دیپلمات در مقاله‌ای این نبود موارد گزارش‌شدهٔ کروناویروس در تاجیکستان را زیر سؤال برده‌بود.

## پیش‌زمینه
در ۱۲ ژانویه ۲۰۲۰، سازمان بهداشت جهانی تأیید کرد که کروناویروس جدیدی عامل بیماری تنفسی در یک گروه از مردم در شهر ووهان، استان هوبئی، چین است که در ۳۱ دسامبر ۲۰۱۹ به این سازمان گزارش شده‌است. نسبت مرگ و میر برای این بیماری بسیار پایین‌تر از نشانگان تنفسی حاد ۲۰۰۳ بود، اما میزان سرایت و تلفات آن به‌طور قابل توجهی بیشتر بود.

## گاه‌شماری
| کووید ۱۹ موارد در تاجیکستان () درگذشتگان بهبودی‌ها موارد فعال | کووید ۱۹ موارد در تاجیکستان () درگذشتگان بهبودی‌ها موارد فعال | کووید ۱۹ موارد در تاجیکستان () درگذشتگان بهبودی‌ها موارد فعال | کووید ۱۹ موارد در تاجیکستان () درگذشتگان بهبودی‌ها موارد فعال | کووید ۱۹ موارد در تاجیکستان () درگذشتگان بهبودی‌ها موارد فعال |
| ------------------------------------------------------------ | ------------------------------------------------------------ | ------------------------------------------------------------ | ------------------------------------------------------------ | ------------------------------------------------------------ |
| تاریخ                                                        | تاریخ                                                        |                                                              | # موارد                                                      | # موارد                                                      |
| 2020-04-30                                                   | 2020-04-30                                                   |                                                              | 15(=)                                                        | 15(=)                                                        |
| 2020-05-01                                                   | 2020-05-01                                                   |                                                              | 32(+113%)                                                    | 32(+113%)                                                    |
| 2020-05-02                                                   | 2020-05-02                                                   |                                                              | 76(+138%)                                                    | 76(+138%)                                                    |
| 2020-05-03                                                   | 2020-05-03                                                   |                                                              | 128(+68%)                                                    | 128(+68%)                                                    |
| 2020-05-04                                                   | 2020-05-04                                                   |                                                              | 230(+80%)                                                    | 230(+80%)                                                    |
| 2020-05-05                                                   | 2020-05-05                                                   |                                                              | 293(+27%)                                                    | 293(+27%)                                                    |
| 2020-05-06                                                   | 2020-05-06                                                   |                                                              | 379(+29%)                                                    | 379(+29%)                                                    |
| 2020-05-07                                                   | 2020-05-07                                                   |                                                              | 461(+22%)                                                    | 461(+22%)                                                    |
| 2020-05-08                                                   | 2020-05-08                                                   |                                                              | 522(+13%)                                                    | 522(+13%)                                                    |
| 2020-05-09                                                   | 2020-05-09                                                   |                                                              | 612(+17%)                                                    | 612(+17%)                                                    |
| 2020-05-12                                                   | 2020-05-12                                                   |                                                              | 729(+19%)                                                    | 729(+19%)                                                    |
| 2020-05-13                                                   | 2020-05-13                                                   |                                                              | 801(+9.9%)                                                   | 801(+9.9%)                                                   |
| 2020-05-14                                                   | 2020-05-14                                                   |                                                              | 907(+13%)                                                    | 907(+13%)                                                    |
| 2020-05-15                                                   | 2020-05-15                                                   |                                                              | 1118(+23%)                                                   | 1118(+23%)                                                   |
| 2020-05-16                                                   | 2020-05-16                                                   |                                                              | 1332(+29%)                                                   | 1332(+29%)                                                   |
| 2020-05-17                                                   | 2020-05-17                                                   |                                                              | 1524(+14%)                                                   | 1524(+14%)                                                   |
| 2020-05-18                                                   | 2020-05-18                                                   |                                                              | 1729(+13%)                                                   | 1729(+13%)                                                   |
| 2020-05-19                                                   | 2020-05-19                                                   |                                                              | 1936(+12%)                                                   | 1936(+12%)                                                   |
| 2020-05-20                                                   | 2020-05-20                                                   |                                                              | 2140(+11%)                                                   | 2140(+11%)                                                   |
| 2020-05-21                                                   | 2020-05-21                                                   |                                                              | 2350(+9.8%)                                                  | 2350(+9.8%)                                                  |
| 2020-05-22                                                   | 2020-05-22                                                   |                                                              | 2551(+8.6%)                                                  | 2551(+8.6%)                                                  |
| 2020-05-23                                                   | 2020-05-23                                                   |                                                              | 2738(+7.3%)                                                  | 2738(+7.3%)                                                  |
| 2020-05-24                                                   | 2020-05-24                                                   |                                                              | 2929(+7%)                                                    | 2929(+7%)                                                    |
| 2020-05-25                                                   | 2020-05-25                                                   |                                                              | 3100(+5.8%)                                                  | 3100(+5.8%)                                                  |
| 2020-05-26                                                   | 2020-05-26                                                   |                                                              | 3266(+5.4%)                                                  | 3266(+5.4%)                                                  |
| 2020-05-27                                                   | 2020-05-27                                                   |                                                              | 3424(+4.8%)                                                  | 3424(+4.8%)                                                  |
| 2020-05-28                                                   | 2020-05-28                                                   |                                                              | 3563(+4.1%)                                                  | 3563(+4.1%)                                                  |
| منبع: گزارش وزارت تندرستی و حفظ اجتماعی اهالی تاجیکستان      |                                                              |                                                              |                                                              |                                                              |

### فوریه
در تاریخ ۱۰ فوریه، یک هواپیمای چارتر سامان ایر به ووهان چین پرواز کرد تا ۵۴ شهروند تاجیکستان در این شهر را بازگرداند. این پرواز همچنین محموله‌های بشردوستانه ای شامل تجهیزات پزشکی را انتقال داد. در تاریخ ۱۳ فوریه، ۱۳٬۰۰۰ نسخه از دستورالعمل‌ها و توصیه‌های سازمان جهانی بهداشت برای کاهش خطر ابتلا به عفونت کروناویروس در این کشور چاپ و توزیع شد. در آن زمان بیش از ۹۰۰ شهروند که از چین وارد تاجیکستان شده بودند تحت نظارت پزشکان بیمارستان‌های تاجیکستان قرار داشتند و هیچ موردی از کروناویروس گزارش نشده بود. در روز ۲۱ فوریه، رئیس‌جمهور امام‌علی رحمان پیامی از شی جین پینگ رئیس‌جمهور چین دریافت کرد که از وی به خاطر حمایت از چین در ارتباط با شیوع کرونا ویروس تشکر می‌کرد. در ۲۱ فوریه، ۱٬۰۶۶ شهروند تاجیکستانی که پس از اول فوریه از چین وارد کشور شده بودند، در بیمارستان‌های بیماری‌های عفونی برای قرنطینه قرار داده شده‌اند درحالی که ۵۷۷ نفر قبلاً مرخص شده بودند. هیچ موردی از کروناویروس در بین افراد حاضر در قرنطینه تأیید نشد. در ۲۶ فوریه، شصت و سه شهروند تاجیکستان (۴۶ دانشجوی تاجیک و ۱۶ خدمه پرواز چارتر سامان ایر که برای بازگرداندن آن‌ها در ۱۱ فوریه اعزام شده بودند) از قرنطینه آزاد شدند. هیچ‌یک از افراد قرنطینه علائم بیماری شبه‌آنفلوانزا را نشان ندادند. در ۲۴ فوریه، ۱٬۱۴۸ شهروند تاجیکستانی که پس از اول فوریه تاجیکستان از چین وارد کشور شده بودند، در قرنطینه قرار داده شده و ۹۵۵ قبلاً مرخص شده بودند.

### مارس
تاجیکستان در ابتدای مارس ورود اتباع ۳۵ کشور از جمله انگلستان، آمریکا و کانادا را ممنوع کرد. در ۳ مارس ۲۰۲۰، تاجیکستان این ممنوعیت را به پنج کشور کاهش داد: چین، ایران، افغانستان، کره جنوبی و ایتالیا. در ۴ مارس، برخی مساجد در دوشنبه، پایتخت کشور، از نمازگزاران خواستند که در نماز جمعه شرکت نکنند. عجله برای انبار کردن مواد غذایی منجر به افزایش قیمت و کمبود آرد و سایر مواد اساسی شد. در ۵ مارس، وزارت تندرستی و حفظ اجتماعی اهالی گفت که در تاجیکستان غذای کافی وجود دارد که بتواند به مدت دو سال جمعیت این کشور را تأمین کند. رئیس‌جمهور امام‌علی رحمان نیز اطمینان داد که مردم تاجیکستان نیازی به عجله برای خرید مواد غذایی ندارند، اما انبار کردن همچنان ادامه یافت. سپس دولت تاجیکستان از مردم خواست که از اجتماعات عمومی و حضور در مساجد خودداری کنند. در ۱۰ مارس، ۱٬۵۸۳ شهروند تاجیکستان که پس از اول فوریه از چین، کره جنوبی، ژاپن، ایتالیا، ایران و افغانستان وارد کشور شده بودند، در قرنطینه قرار داده شده و ۱٬۱۴۷ نفر قبلاً مرخص شده بودند. هیچ موردی از کروناویروس در کشور تأیید نشده‌است. در ۱۴ مارس نیز ۱٬۶۰۳ تاجیکستانی که پس از اول فوریه از چین، کره جنوبی، ژاپن، ایتالیا، ایران و افغانستان وارد کشور شده‌اند، در قرنطینه قرار داده شده و ۱٬۲۸۰ نفر نیز قبلاً مرخص شده بودند و کماکان هیچ موردی از کروناویروس در این کشور تأیید نشده بود.
در ۱۸ مارس، هیچ موردی از بیماری کروناویروس در تاجیکستان تأیید نشده و برنامه‌های نوروز هنوز پابرجا بود. بسته شدن مرزها با روسیه و آسیای میانه در اواخر مارس از مهاجرت کارگران فصلی تاجیکستان برای کار به این کشورها جلوگیری کرد. در ۱۸ مارس، ۱۸۹۰ شهروند تاجیکستانی که پس از اول فوریه از کشورهای خارجی وارد شده بودند، در قرنطینه قرار داده شده و ۱٬۴۲۶ نفر نیز قبلاً مرخص شده بودند. وزارت تندرستی کشور نیز از مردم خواست «شایعات دروغین در مورد تأیید موارد کروناویروس در تاجیکستان را باور نکنند». در ۲۳ مارس، جمعاً ۵٬۰۳۸ نفر که پس از اول فوریه از کشورهای خارجی وارد شده بودند، در قرنطینه قرار داده شده که ۳٬۰۵۷ نفر (از جمله ۱۰۷ نفر با تابعیت خارجی) کماکان در قرنطینه و ۱٬۹۸۱ نفر قبلاً مرخص شده بودند و هیچ موردی از کروناویروس در کشور تأیید نشده بود. مجتمع بهداشتی و درمانی شهر استقلال واقع در شمال تاجیکستان برای قرنطینه شهروندان تاجیکستان که از خارج وارد می‌شوند آماده شد. یک شماره تلفن ۲۴ ساعته (۵۱۱) توسط مرکز اطلاع‌رسانی ضدبحران وزارت تندرستی و حفظ اجتماعی اهالی فعال شد تا به سؤالات عموم تاجیکستان در رابطه با کروناویروس پاسخ دهد. در ۲۶ و ۲۷ مارس، جلسات مربوط به مقدمات پیشگیری از شیوع احتمالی کرونا ویروس برگزار شد. در ۲۷ مارس، ۵٬۹۱۹ شهروند تاجیکستان که پس از اول فوریه از خارج کشور وارد شده بودند، در قرنطینه قرار داده شده و ۲٬۰۵۰ نفر قبلاً مرخص شده بودند و کماکان هیچ موردی از کروناویروس در کشور تأیید نشده بود. در ۳۰ مارس، ۶٬۱۵۹ شهروند تاجیکستانی که پس از اول فوریه از خارج کشور وارد شده بودند، در قرنطینه قرار داده شده بودند که از این تعداد ۴٬۰۱۳ نفر هنوز در قرنطینه و ۲٬۱۴۶ قبلاً مرخص شده بودند و هیچ موردی از کروناویروس در کشور تأیید نشده بود. در اواخر ماه مارس، رئیس‌جمهور امام‌علی رحمان در مجامع عمومی شلوغ شرکت کرد و عکس گرفت.

### آوریل
در تاریخ ۲ آوریل، ۶٬۲۷۲ نفر که پس از اول فوریه از کشورهای خارجی وارد کشور تاجیکستان شده بودند، در قرنطینه قرار گرفته، ۳٬۹۱۳ نفر هنوز در قرنطینه و ۲٬۳۵۹ قبلاً مرخص شده بودند و هیچ موردی از کروناویروس در کشور تأیید نشده‌بود. در تاریخ ۳ آوریل، زدن ماسک، اگرچه اجباری نشده‌بود، اما حتی در مناطق دور افتاده نیز معمول بود و مدارس نیز پس از تعطیلات بهاری بازگشایی شده‌بودند. در همان روز، رئیس‌جمهور رحمان و رئیس‌جمهور ازبکستان شوکت میرضیایف گفتگوی تلفنی با محوریت کروناویروس انجام دادند. یک بیمار ۶۰ ساله در قرنطینه در اثر سینه پهلو درگذشت و در پی آن کادر درمانی معالج وی در بیمارستان مرکزی جبار رسولف ولایت سغد قرنطینه شدند. سپس شایعاتی دربارهٔ درگذشت این بیمار در اثر کروناویروس در کشور پخش شد هرچند منابع موجود در بیمارستان اظهار داشتند تست کروناویروس بیمار قبل از فوت منفی بوده‌است. در تاریخ ۶ آوریل، ۷٬۰۴۱ نفر که از کشورهای خارجی وارد تاجیکستان شده بودند، در قرنطینه قرار داده شده‌بودند که از این تعداد ۲٬۷۳۰ نفر هنوز در قرنطینه و ۴٬۲۹۱ نفر قبلاً مرخص شده‌بودند و تقریباً ۳٬۰۰۰ نفر برای بیماری کروناویروس مورد آزمایش قرار گرفته بودند که نتایج همهٔ آن‌ها منفی بود و هیچ موردی در کشور تأیید نشده‌بود. تست کروناویروس سیزده نفری که از ۵ آوریل در منطقه جبار رسولف قرنطینه شده‌بودند منفی بود. شش مرکز پزشکی در خجند و دوازده مرکز در مناطق دیگر برای قرنطینه آماده شده‌بودند و تمام آزمایش‌های کروناویروس به رایگان انجام می‌شد. در ۹ آوریل، رئیس‌جمهور رحمان در گفتگوی تلفنی با رئیس‌جمهور قزاقستان قاسم جومارت توقایف، درمورد چندین موضوع از جمله کروناویروس صحبت کرد. دولت قزاقستان موافقت کرد پنج هزار تن آرد به تاجیکستان ارسال شود. در همان روز، رئیس‌جمهور رحمان و رئیس‌جمهور ازبکستان میرضیایف در گفتگوی تلفنی دیگری دربارهٔ هماهنگی کروناویروس انجام دادند. در ۱۰ آوریل، ۷٬۳۶۷ نفر که از کشورهای خارجی به تاجیکستان وارد شده بودند، در قرنطینه قرار داده شده که از این تعداد ۱٬۸۸۰ نفر هنوز در قرنطینه و ۵٬۴۸۲ نفر قبلاً مرخص شده‌بودند. در ۱۳ آوریل، وزیر امور خارجه سراج‌الدین مهردین با ماریلین جوزفسون، نماینده اتحادیه اروپا در تاجیکستان دیدار و گفتگو کرد. جوزفسون اعلام کرد اتحادیه اروپا قصد دارد ۴۸ میلیون یورو برای کاهش عواقب بیماری کروناویروس در تاجیکستان مهیا کند. در ۱۴ آوریل، وزیر تندرستی و حفظ اجتماعی، نسیم عالم‌زاده اظهار داشت تاکنون هیچ مورد کروناویروسی در تاجیکستان تأیید داده نشده‌است و عدم وجود موارد مبتلا در تاجیکستان را نتیجهٔ قرنطینه مداوم همه افرادی که از خارج از کشور به تاجیکستان وارد می‌شدند دانست. وزارت امور اضطراری ازبکستان کمک‌هایی از جمله هزار تن آرد، ضدعفونی‌کننده و عفونت‌کش، لباس، دستکش، ماسک، کفش و عینک پزشکی و همچنین دستگاه تنفس به تاجیکستان تحویل داد. شرکت تاجیک‌هیدرولکترومونتاژ نیز ۲۰٬۰۰۰ کیت تست کروناویروس، ۱۰ دستگاه تنفس مصنوعی و ۵۰۰ مجموعه لباس پزشکی در مجموع به ارزش بیش از ۵ میلیون سامانی به وزارت تندرستی تاجیکستان ارائه کرده‌است.
در ۱۷ آوریل، ۷٬۸۷۱ نفر که پس از اول فوریه از کشورهای خارجی وارد شده بودند، در قرنطینه قرار داده شده که از این تعداد ۱٫۵۲۳ نفر هنوز در قرنطینه و ۶٬۴۳۸ نفر قبلاً مرخص شده‌بودند و هیچ موردی از کروناویروس در بین این افراد قرنطینه ثبت نشده‌بود ولی بیماری‌هایی از جمله آنفلوانزا، ذات‌الریه، عفونت حاد تنفسی ویروسی، آسم و حصبه مشاهده می‌شد. رئیس‌جمهور رحمان در مجلس ملی تاجیکستان با حضور نمایندگان جدید سخنرانی و در مورد وضعیت کروناویروس صحبت کرد. جلال‌الدین عبدالجبارزاده، رئیس اداره امور کشور دادستانی دوشنبه، در ۱۵ آوریل بیمار شد و در ۱۹ آوریل درگذشت. وزارت تندرستی اعلام کرد که وی در اثر ابتلا به آنفلوانزای H1N1 درگذشته است و به صراحت مرگ در اثر کروناویروس را انکار کرد. طبق گزارش رادیو اروپای آزاد/رادیو آزادی، پیکر عبدالجبارزاده توسط پرسنل پزشکی در تجهیزات ویژه محافظ دفن شد. کارگران مهاجر تاجیک در روسیه که به‌طور معمول برای خانواده‌های خود در تاجیکستان پول می‌فرستادند، به دلیل دنیاگیری کروناویروس در روسیه حقوق خود را دریافت نمی‌کردند. سفیر تاجیکستان در روسیه، امام‌الدین ستارف، از روسای شرکت‌ها در روسیه خواست که از اخراج کارگران تاجیک خودداری کنند. رئیس‌جمهور رحمان از مسلمانان در تاجیکستان خواست که در ماه رمضان به روزه نروند زیرا که روزه گرفتن افراد را مستعد ابتلا به بیماری می‌کند. در ۲۳ آوریل، تاجیکستان با وجود عدم تأیید موارد مبتلا، مدارس را به مدت دو هفته تعطیل و موقتاً صادرات غلات و حبوبات را با هدف تأمین نیازهای داخلی ممنوع کرد. در آن زمان همچنین مرزها و مساجد تاجیکستان بسته بودند. در تاریخ ۲۷ آوریل، ۴٬۱۰۰ آزمایش برای کروناویروس در تاجیکستان انجام شده‌بود. گالینا پرفیلوا، نماینده سازمان جهانی بهداشت در دوشنبه، که در ابتدا موضع دولت تاجیکستان دربارهٔ نبود کروناویروس را تأیید کرده بود گفت: «غیرممکن است که بگوییم عفونت کروناویروس در تاجیکستان وجود ندارد.» تاجیکستان از معدود کشورهایی بود که مسابقات ورزشی حرفه‌ای را در طول همه‌گیری ادامه داد. این درحالی بود که در بیشتر کشورها این مسابقات لغو شده‌بودند. در نهایت در تاریخ ۲۷ آوریل، لیگ برتر ۲۰۲۰ تاجیکستان به حالت تعلیق درآمد.
در ۳۰ آوریل، وزارت تندرستی و حفظ اجتماعی اهالی تاجیکستان از ۱۵ مورد تأیید شده در این کشور تا ۲۹ آوریل خبر داد: ۱۰ مورد در خجند و ۵ مورد در دوشنبه.

### مه
در ۱ مه، ۳۲ مورد مبتلا در تاجیکستان تأیید شد که ۱۷ نفر از آن‌ها در دوشنبه، ۵ نفر در ناحیه‌های تابع جمهوری و ۱۰ نفر در ولایت سغد بودند. در ۲ مه، ۷۶ مورد مبتلا و دو مورد فوتی در اثر کرونا ثبت و پوشیدن ماسک در هنگام خروج از خانه اجباری شد. در ۳ مه تعداد مبتلایان به ۱۲۸ تن رسید و شهردار دوشنبه اعلام کرد که بیمارستانی موقت برای درمان ۳ هزار نفر ساخته خواهد شد. در ۴ مه، تعداد مبتلایان به ۲۳۰ نفر و تعداد فوتی‌ها به ۳ نفر رسید که ۱۱۰ تن از این مبتلایان در دوشنبه، ۷۰ تن در ولایت سغد، ۲۲ تن در شهرها و روستاهای تابع جمهوری، ۲۱ تن در ولایت ختلان و ۷ تن در ایالت خودمختار بدخشان کوهستانی بودند. در ۵ مه، ۲۹۵ مبتلا و ۵ فوتی ثبت شد. در ۶ مه، ۳۷۹ مبتلا با ۸ مرگ و ۲۴۶ بهبودی ثبت شد و فدراسیون فوتبال تاجیکستان به تعلیق درآمدن بازی‌های فوتبال را به‌طور نامحدود تمدید کرد. در پایان ماه مه ۳٬۸۰۷ مورد ابتلا و ۴۷ مورد مرگ در اثر کروناویروس در ۱ مه، ۳۲ مورد مبتلا در تاجیکستان تأیید شد که ۱۷ نفر از آن‌ها در دوشنبه، ۵ نفر در ناحیه‌های تابع جمهوری و ۱۰ نفر در ولایت سغد بودند. در ۲ مه، ۷۶ مورد مبتلا و دو مورد فوتی در اثر کرونا ثبت و پوشیدن ماسک در هنگام خروج از خانه اجباری شد. در ۳ مه تعداد مبتلایان به ۱۲۸ تن رسید و شهردار دوشنبه اعلام کرد که بیمارستانی موقت برای درمان ۳ هزار نفر ساخته خواهد شد. در ۴ مه، تعداد مبتلایان به ۲۳۰ نفر و تعداد فوتی‌ها به ۳ نفر رسید که ۱۱۰ تن از این مبتلایان در دوشنبه، ۷۰ تن در ولایت سغد، ۲۲ تن در شهرها و روستاهای تابع جمهوری، ۲۱ تن در ولایت ختلان و ۷ تن در ایالت خودمختار بدخشان کوهستانی بودند. در ۵ مه، ۲۹۵ مبتلا و ۵ فوتی ثبت شد. در ۶ مه، ۳۷۹ مبتلا با ۸ مرگ و ۲۴۶ بهبودی ثبت شد و فدراسیون فوتبال تاجیکستان به تعلیق درآمدن بازی‌های فوتبال را به‌طور نامحدود تمدید کرد. در پایان ماه مه ۳٬۸۰۷ مورد ابتلا و ۴۷ مورد مرگ در اثر کروناویروس در کشور ثبت شد.

### ژوئن
در پایان ماه ژوئن ۵٬۹۰۰ مورد ابتلا و ۵۲ مورد مرگ در کشور ثبت شد.

### ژوئیه

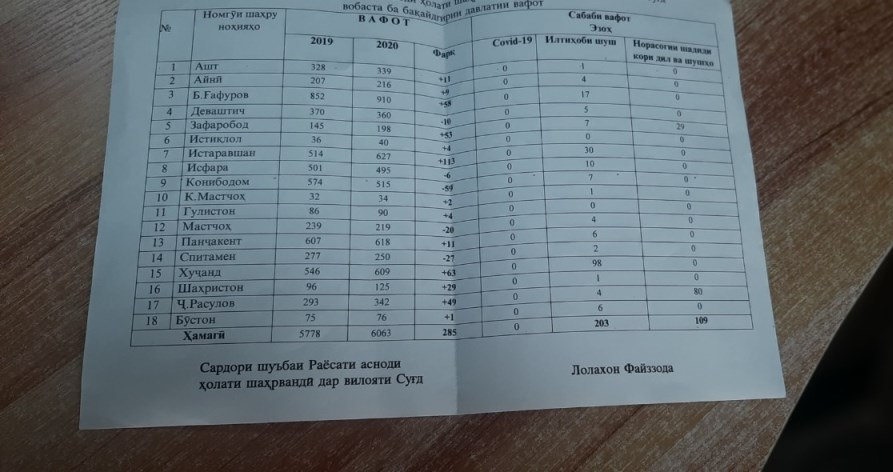
گزارش اداره ثبت احوال سغد دربارهٔ تعداد درگذشتگان نیمه اول سال ۲۰۲۰

در تاریخ ۱۵ ژوئیه طی یک کنفرانس مطبوعاتی در اداره ثبت احوال ولایت سغد، گزارش شد که در شش‌ماهه اول سال ۲۰۳ نفر بر اثر سینه‌پهلو و ۱۰۹ نفر نیز بر اثر بیماری‌های قلبی و سایر بیماری‌های ریوی در منطقه جان خود را از دست داده‌اند. در همین زمان، خاطرنشان شد که برای بازه زمانی یادشده هیچ‌کدام از پرونده‌های پزشکی کروناویروس را علت مرگ عنوان نکردند. در تاریخ ۲۷ ژوئیه ۷٬۱۹۲ مورد ابتلا و ۵۹ مورد مرگ را در مناطق مختلف کشور ثبت شد.

## نمودارها
- تعداد موارد مبتلا

- تعداد فوتی‌ها